# Samara
Samara [samára] (rusko Сама́ра) je mesto v Rusiji, upravno središče Samarske oblasti. Leži ob levem povišanem bregu Volge med ustjema rek Samare in Soka. Leta 2008 je imelo 1.135.422 prebivalcev, v širšem metropolitanskem območju pa 2,5 milijona. V obdobju od 27. januarja 1935 do 25. januarja 1991 se je imenovalo Kujbišev (Ку́йбышев), v čast sovjetskega državnika Valerjana Kujbiševa.